# Route nationale 248
Die Route nationale 248, kurz N 248 oder RN 248, ist eine französische Nationalstraße, die als Schnellstraße im Süden von Niort erbaut wurde. Die Route nationale 248 ist Teil der Europastraße 601. Betreiber ist die Direction interdépartementale des Routes Atlantique (DIR Atlantique).

## Verlauf
Die Route nationale wurde 1981 eröffnet. Größtenteils ist die Strecke als Kraftfahrstraße mit 2 + 1 Fahrstreifen erbaut.
Von der Autoroute A10 geht der Zubringer zur Route nationale 248 ab, der nicht weiter nummeriert ist. Beim Dorf Griffier befindet sich eine große Mautstation. Dahinter beginnt dann offiziell die Route nationale 248 mit dem Knoten zur Route Départementale 650, die Niort mit Saint-Jean-d’Angély verbindet. Südlich von Saint-Symphorien vorbei endet die N 248 dann bei Frontenay-Rohan-Rohan bzw. beim Dorf Le Pont an dem Knoten mit der Route nationale 11 und der Route Départementale 611.

## Planung
Die Route nationale 248 und die Route nationale 11 sollen seit August 2002 zur Autoroute A810 umgebaut werden.